# Cerambo
Nella mitologia greca, Cerambo  (in greco Κέραμβσς) era un pastore dalle umili origini di cui si raccontano le gesta durante il diluvio universale di Deucalione.

## Il mito
Cerambo, al tempo della punizione di Zeus, viveva alle pendici del monte Otrys nell'Otride in Tessaglia; quando iniziò la furia divina, per sfuggire all'inondazione, decise di salire sulla montagna più alta: qui rimase ad aspettare, ma le acque si alzarono sempre di più fino a minacciarlo, allora le ninfe del luogo, che gli erano grate per essere state deliziate dal suo bel canto per il quale era famoso in tutta la regione, decisero di offrirgli delle ali, e lo trasformarono in uno scarabeo.
Secondo Ovidio (Metamorfosi 7. 353), Cerambo era figlio di Eusiro, figlio di Poseidone e della ninfa Eidotea.
Terambo, altro abitante dell'Otride, ebbe un destino simile a quello di Cerambo. Fra i due miti simili, quello che appare più verosimile per assonanza è quello di Cerambo (il suo nome in greco antico significava appunto scarabeo).

### Fonti
- Antonino Liberale, Metamorfosi 22
- Ovidio,Metamorfosi, 7. 353

### Moderna
- Luisa Biondetti, Dizionario di mitologia classica, Milano, Baldini&Castoldi, 1997, ISBN 978-88-8089-300-4.
- Anna Ferrari, Dizionario di mitologia, Litopres, UTET, 2006, ISBN 88-02-07481-X.
- Pierre Grimal, Enciclopedia della mitologia 2ª edizione, Brescia, Garzanti, 2005, ISBN 88-11-50482-1. Traduzione di Pier Antonio Borgheggiani